# William Bradford (governatore)
William Bradford (Austerfield, 19 marzo 1590 – Plymouth, 9 maggio 1657), governatore della Colonia di Plymouth.

## Biografia
Nacque probabilmente nel marzo 1590, ad Austerfield nel Yorkshire e fu tra i primi governatori della colonia di Plymouth, leader britannico dei separatisti, venne eletto ben tredici volte governatore della colonia dopo la morte di John Carver. Fu il secondo dei firmatari e uno degli artefici del Patto del Mayflower. Lasciò una sorta di diario-documentario dei primi anni della colonia chiamato Of Plymouth Plantation. Scrisse Of Plimmoth Plantation in uno stile piano, con particolare attenzione per la semplice verità che è in ogni cosa. L'opera fu pubblicata nel 1856 solo dopo aver ritrovato il manoscritto originale presso la biblioteca del vescovo di Londra. Essa è la cronaca della colonia, dove Bradford fu governatore dal 1621 al 1656.